# Konrad IV. von Rietberg
Konrad von Rietberg (* um 1456; † 9. Februar 1508) war seit 2. Februar 1482 als Konrad IV. Bischof von Osnabrück und als Konrad II. seit dem 18. April 1497 Bischof von Münster. In Osnabrück amtierte er seit 1497 weiter als Administrator.

## Familie

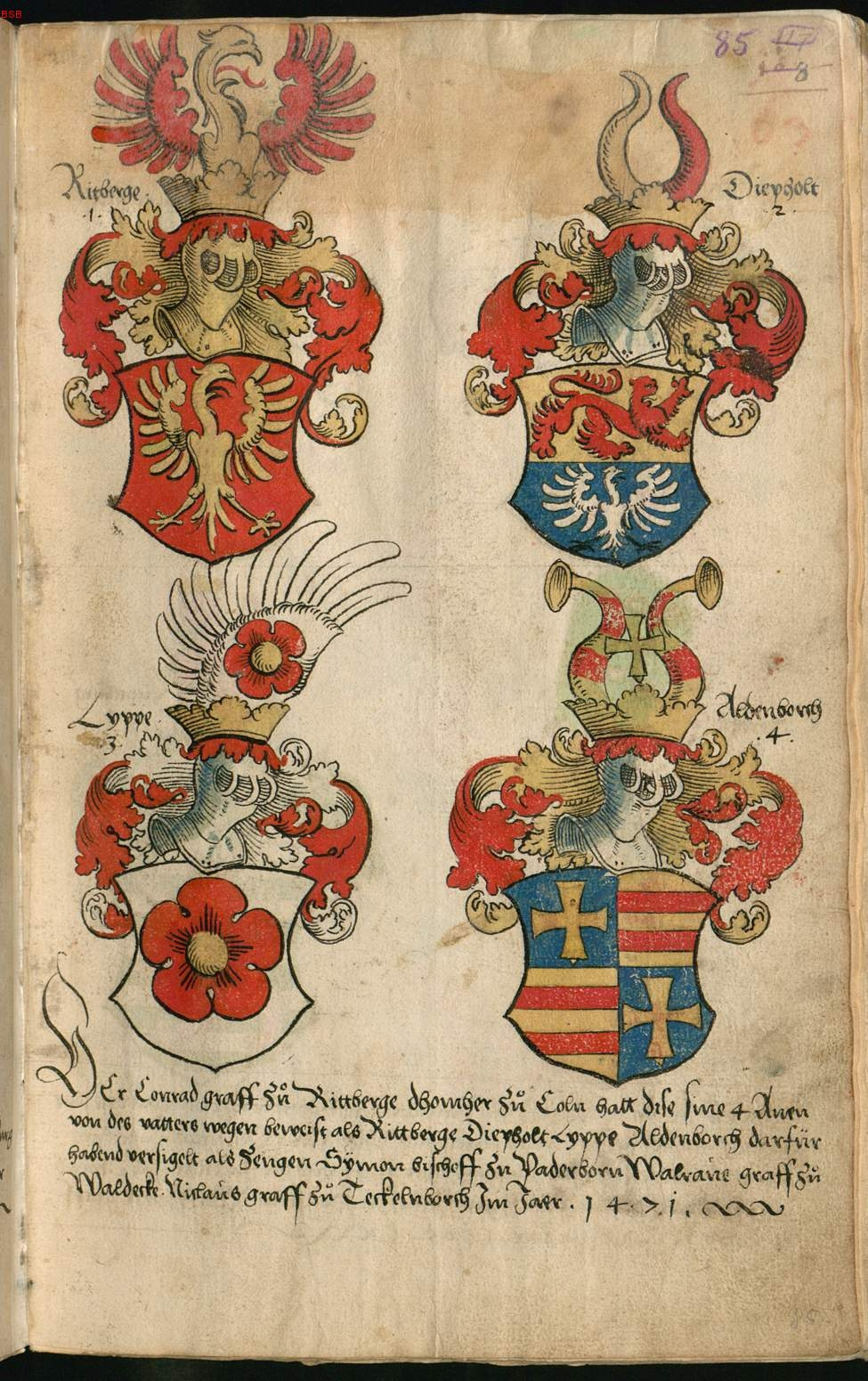
Wappen der väterlichen Ahnen des Konrad IV. von Rietberg bei seiner Aufschwörung als Kölner Domherr 1471; Wappenbuch des Johann Gottfried von Redinghoven (1628–1704)

Er stammte aus der Familie der Grafen von Rietberg. Sein Vater war Konrad V. von Rietberg. Die Mutter war Jacoba von Neuenahr, eine Tochter des Kölner Erbvogtes Gumprecht II. von Neuenahr. Ein Onkel war der Bischof von Osnabrück Konrad III. von Diepholz. Der ältere Bruder Johann I. war regierender Graf von Rietberg. Die Schwester Margarethe heiratete den Herzog Friedrich von Braunschweig-Lüneburg-Calenberg.

## Frühe Jahre
Bereits in seiner Kindheit war er für das Kölner Domkapitel vorgesehen. Er wurde 1471 emanzipiert und 1480 Kapitular in Köln, vom 14. August 1480 bis zum 23. November 1481 war er Generalvikar des Erzbistums Köln. Daneben war er auch Propst des Cassius-Stiftes in Bonn. Diese Position gab er 1482 auf. Er war nach rechtlichen Streitigkeiten auch Propst in Deventer und wurde Dompropst in Osnabrück. Zu Ausbildungszwecken verbrachte er ab 1477 einige Jahre in Rom und studierte ab 1481 an der Universität in Köln.

## Bischof von Osnabrück
Im Jahr 1482 wurde er vom Domkapitel zum Bischof von Osnabrück gewählt. Er folgte damit seinem Onkel Konrad von Diepholz. Die Propstei in Deventer behielt er neben dem Bischofsamt bei.
Die Stände bewilligten ihm eine Willkommschatzung. Allerdings waren die Bestimmungen der Wahlkapitulation für den Bischof sehr restriktiv. Den Berater seines Vorgängers Erwind Erdmann übernahm er in seine Dienste. Zum Weihbischof machte er den Augustinereremiten Johannes Schodehoet. Dieser übernahm dieses Amt später auch im Bistum Münster.
In Osnabrück war er um eine Reform des kirchlichen Lebens bemüht. Er reformierte etwa mehrerer Klöster und ließ das Stiftskapitel Bramsche nach Quakenbrück verlegen.
Als Herrscher über das Hochstift Osnabrück versuchte er Streitigkeiten zu schlichten. Er konnte allerdings nicht verhindern, dass er in gewaltsame Auseinandersetzungen herein gezogen wurde. Dies gilt insbesondere für den Streit zwischen seinem geistig gestörten Schwager Herzog Friedrich und dessen Bruder Wilhelm dem Jüngeren. Letzterer verbündete sich 1483 mit dem Bischof von Hildesheim. Sein Bruder Friedrich war mit Bischof Konrad, sowie den Bischöfen von Minden und Paderborn sowie mit Graf Johann von Rietberg, Herzog Heinrich von Braunschweig-Grubenhagen und anderen Herren verbündet. Wilhelm nahm seinen Bruder Friedrich gefangen und inhaftierte ihn bis zu seinem Tod. Ebenso geriet Johann von Rietberg in Gefangenschaft. Der Krieg und die Lösegelder führten zur Verschuldung Konrads.
Seine finanziellen Probleme zwangen ihn dem Kurfürsten Johann von Brandenburg als Rat und Diplomat etwa bei Reisen nach Ungarn, Dänemark oder Polen zu dienen. In der Folge seiner Abwesenheit kam es zu inneren Fehden und Wirtschaft und Finanzwesen gerieten in Verfall. In Osnabrück kam es 1488 zu einem Aufstand der Bürger.
Im Jahr 1491 vermittelte er einen Familienvertrag im Haus Lippe. Es wurden auch Verabredungen mit mehreren benachbarten Fürsten über die Abgrenzung der Gerichte getroffen. Er nahm 1493 an der Belagerung von Braunschweig teil und kehrte zeitweise nach Brandenburg zurück.
Das Domkapitel in Münster postulierte Konrad 1497 zum Bischof. Etwa in dieser Zeit kehrte Konrad auf Dauer nach Westfalen zurück. Er schloss für das Hochstift Osnabrück mit der Stadt Bremen ein Bündnis und erneuerte den Eid auf die Wahlkapitulation.
Die Wähler in Münster stellten die Bedingung, dass er den Bischofstitel von Osnabrück ablegen sollte und den Titel eines Administrators für Osnabrück annehmen sollte.
Im Jahr 1500 verbündete sich der Administrator mit dem Bischof von Hildesheim. Auch mit dem Erzbischof von Bremen schloss er ein Bündnis.
Trotz der zeitweiligen großen Schwierigkeiten befand sich das Hochstift am Ende seines Lebens in einem vergleichsweise guten Zustand. Von den Landesburgen war nur Burg Hunteburg verpfändet. Aus dem Nachlass Konrads wurde die seit Jahrhunderten verpfändete Stadt Wiedenbrück ausgelöst.

## Bischof von Münster
Auch in Münster hatte er einer Wahlkapitulationen zustimmen müssen, die seine Handlungsmöglichkeiten stark einschränkten.
Nach der Verkündigung des päpstlichen Jubiläumsablasses besuchte der Kardinalpriester Raimund Peraudi 1502/1503 auch die beiden Bistümer Osnabrück und Münster. Er verkündete eine päpstliche Vollmacht zur Visitation der Klöster im Bistum Münster, ließ dem Bischof Reliquien zukommen, predigte den Ablass und bestätigte Privilegien.
Zum Reich bestanden nur wenig Beziehungen. Der Bischof nahm 1505 am Reichstag in Köln teil. Der Bischof galt insgesamt als friedfertig, hat aber  auf militärische Rüstungen für eventuelle Kriegsfälle geachtet.
Er vermittelte zwischen den Grafen von Tecklenburg und den Klöstern Marienfeld, Clarholz und Herzebrock in der Frage der Vogteirechte. Sein Versuch, das Schwesternhaus Rosental in Münster in ein Augustinerinnenkloster umzuwandeln, gelang nur teilweise.
Durch die Stände war der Bischof in seinem Handlungsmöglichkeiten stark beschränkt. Zu seiner Amtseinführung wurde die erste belegbare  Willkommschatzung im Hochstift Münster durchgeführt. Diese wurde von allen Einwohnern über zwölf Jahren mit Ausnahme der Geistlichen und des Adels erhoben und erbrachte insgesamt über 11000 Mark. Die  Einnahmen änderten an der prekären Finanzlage nichts. Der Papst ließ 1507 sogar die Schulden des Bischofs untersuchen. Der Bischof sah sich, wie seine Vorgänger, gezwungen Rechte und Besitzungen zu verpfänden oder zu verkaufen. So wurde 1499 das Amt Lüdinghausen verpfändet. Der Erlös wurde verwandt, um das Amt Sassenberg auszulösen.
Die Wirtschaft floriert und die relativ friedlichen Zeiten ermöglichten einen Aufschwung des Bildungswesens. Das aus der Domschule hervorgegangene Gymnasium Paulinum in Münster wurde nunmehr nach humanistischen Grundsätzen geführt. Auch insgesamt erlebte die Wissenschaft einen Aufschwung. Im Rechts- und Münzwesen wurden wieder geordnete Verhältnisse hergestellt. Der Bischof bekämpfte entschieden die Verweltlichungstendenzen des Klerus. Eine Reihe von Klöstern und Stiften wurden reformiert.
Zu Beginn der Regentschaft Konrads herrschte die Hoffnung, dass die Streitigkeiten mit den Grafen von Ostfriesland beigelegt werden könnten. Es kam zu einer Annäherung mit Graf Edzard. Allerdings hielt der Bischof grundsätzlich an der geistlichen Gerichtsbarkeit in Ostfriesland fest. Umstritten blieben die münsterschen Rechte in Emden.
Die Einwohner des friesischen Westerwoldingerlandes huldigten dem Bischof 1498 in Meppen. Dem Grafen Johann von Oldenburg stellte er 1499 Soldaten, dafür erklärte dieser die Burg Oldenburg zum Offenhaus des Hochstifts und unterstellte die gerade unterworfenen Bauernrepubliken Butjadingen und Stadland dem Bischof als Lehen.
Das Verhältnis zum Erzbischof Hermann von Hessen war von Beginn an gut. Im Jahr 1498 kam es zu einem Bündnis. Damit wurde der Frieden in Westfalen gesichert. Das Bündnis wurde 1502 erneuert und richtete sich insbesondere gegen den Durchmarsch fremder beschäftigungsloser Söldner. Mit dem Herzog Heinrich von Braunschweig-Lüneburg schloss Konrad 1504 einen Frieden auf zwanzig Jahre.
Zur Friedenswahrung ging Johann 1503 ein Bündnis mit dem Landgrafen Wilhelm von Hessen ein. Burg und Stadt Nienburg empfing Graf Jobst von Hoya von ihm im selben Jahr zu Lehen. Im Jahr 1506 schloss er mit Herzog Georg von Sachsen dem Landgrafen von Thüringen und erblichen Gubenator von Friesland ein Bündnis.
Nach seinem Tod wurde sein Herz in Osnabrücker Dom, der übrige Körper im Paulusdom in Münster beigesetzt.

## Nachkommen
Johannes Spiker und Yrmgard, die eine heimliche Ehe eingegangen waren im Wissen, dass Yrmgard die Tochter des Conrad von Rietberg (Retborch) aus Osnabrück war, beantragten 1495 bei der römischen Kurie einen nachträglichen Dispens vom Ehehindernis der geistlichen Verwandtschaft, weil Johannes Spieker von Conrad aus der Taufe gehoben worden war, und die Legitimation ihrer Ehe. Johannes Spiker (Spyker) war vermutlich ein Sohn von Eilhard Spieker d. Ä. († vor 1473) und seiner Frau Stina, ein Bruder von Otto Spiker, Consul civitatis Osnabrugensis, später bischöflicher Gograf, und Eilhard Spicker d. J.